# Joseph Charles Roëttiers
Pour les articles homonymes, voir Roëttiers.
Joseph Charles Roëttiers, né à Paris aux Galeries du Louvre le 13 avril 1691 et mort dans la même ville le 14 mars 1779 à 88 ans, est un médailleur français.

## Biographie
Fils de Joseph Roëttiers (1635-1703) et de sa seconde épouse, Hélène Stonehouse (1658-1730), et père de Charles Norbert Roëttiers (1720-1772 ), Joseph Charles Roëttiers apprend l'art de la gravure en médaille avec son père et son cousin, Norbert Roëttiers.
En 1715, il obtient le titre de « Graveur des médailles du Roi. »
En 1727, il est nommé Graveur général des monnaies de France.

## Œuvres
On lui doit la création de plusieurs types monétaires sous Louis XV, qui comptent parmi les plus beaux de la numismatique française : 
- Louis d'or aux lunettes (1726-1740) ; Écu aux branches d'olivier (1726-1741) ;
- Louis d'or au bandeau (1740-1774) ; Écu au bandeau (1740-1773) ;
- Louis d'or à la vieille tête (1771-1774) ; Écu à la vieille tête (1770-1774).

Il a aussi créé plusieurs médailles commémoratives :
- Louis XV, accession au trône, 1715 avec Jean Mauger ;
- Destruction et Restauration de la ville de Rennes, 1732 ;
- Bataille de Saint-Cast, 1758.